# Червона жаба (мультфільм)
«Черво́на жа́ба» — український анімаційний фільм 2008 року студії Укранімафільм, режисер — Марина Медвідь.

## Сюжет
Головним героєм цієї історії стає жабеня, але непросте, а незвичайного червоного кольору. Не дарма природа зробила його побратимів зеленими. Адже так вони не кидаються в очі своїх місцях проживання тим, хто хоче їх з'їсти, тому що їх складно помітити в траві або болотяних заростях. А ось червоне жабеня видно здалеку. Як же він справляється з бідами які постійно з ним відбуваються?

## Над фільмом працювали
- Автори сценарію: Марина Дяченко, Сергій Дяченко;
- Режисер: Марина Медвідь;
- Художник-постановник: Сергій Міндлін;
- Композитор: Петро Тихонов;
- Музичне оформлення: Петро Тихонов, О. Желтенко, М. Сидоренко, гурт Петя та Вовк;
- Анімація: Марина Медвідь;
- Звукооператор: А. Селіванов;
- Монтаж, композит та комп'ютерні ефекти: В. Костецький;
- Художник: М. Рогауж;
- Фільм озвучили: Лев Сомов, Юлія Жмакіна, Михайло Привалов (у титрах Міша Привалов);
- Редактор: Вадим Шинкарьов;
- Асистент режисера: О. Медвідь;
- Директор знімальної групи: Алла Шебанова;
- У фільмі була використана музика: Сергія Прокоф'єва (у титрах С. Прокофьєва).